# Église Saint-Martin d'Anglars
L'église Saint-Martin d'Anglars est une église catholique située à Anglars, en France.

## Localisation
L'église Saint-Martin est située dans le département français du Lot, à Anglars.

## Historique
Un prieuré de moines bénédictins est attesté à Anglars en 972. Il est alors lié à l'abbaye de Fons, dépendance de l'abbaye Saint-Sauveur de Figeac.
À la fin de la guerre de Cent Ans, des bandes anglaises s'emparèrent d'Anglars d'où elles rançonnaient le pays. L'église fut brûlée à cette époque et le dernier étage du clocher détruit. La paix retrouvée, le prieuré endommagé a été réduit à un simple bénéfice réservé aux religieux de l'abbaye de Fons. Il ne reste de l'église romane que la tour-clocher qui a pu être construite à la fin du XIIe siècle ou au début du XIIIe siècle.
L'église est de nouveau dégradée pendant les guerres de Religion. Il ne subsiste rien du prieuré.
Les armoiries mi-partites des Corn et des Turenne d'Aynac se trouvant sur une clef de voûte du bas-côté nord doivent être rattachées à Mercure-Joseph de Corn, marquis de Queyssac, seigneur d'Anglars, marié en secondes noces, en 1710 à Suzanne de Turenne d'Aynac, fille de Louis II de Turenne d'Aynac, marquis d'Aynac, et de Marie Hélène de Flezins, dame de Montmurat. La reconstruction de l'église pourrait donc leur être rattachée, datant ces travaux des années 1720. Le haut du clocher a été couvert par une charpente formée par des chevrons portant ferme.
L'édifice serait un bel exemple de construction gothique au début du XVIIIe siècle. Les voûtes détruites de la nef et du chœur auraient été remplacées par un plafond à la même époque ainsi que la tribune construite avec une voûte en berceau retombant sur deux murs d'applique. L'escalier a été remplacé par une galerie inclinée ménagée dans l'épaisseur des murs.
Le faux-appareil peint de la nef est signé et daté « Galtié J. 1954 ».
L'édifice est classé au titre des monuments historiques le 3 février 1930.

## Description
L'église est à nef unique. Elle est accostée de deux chapelles à deux travées qui forment deux bas-côtés au nord et au sud. Les retombées des voûtes d'ogives subsistent sur les murs de la nef et ont été remplacées par un plafond, probablement au XVIIIe siècle.
La tour-clocher est d'une masse imposante. Elle peut être reliée aux tours féodales, aux turris, anciennes tours-beffrois devenues tours d'église, qui ont été réalisées dans le Quercy. Il a été construit en pierre de taille avec contreforts aux angles et un renfort sur le milieu des faces dégagées. Il présente une architecture et des dispositions très particulières qui en font un édifice exceptionnel : fenêtres, escalier dans l'épaisseur du mur, trompes qui auraient pu porter une coupole.